# Адонц, Грант Тигранович
Грант Тигранович Адонц (арм. Ադոնց Հրանտ Տիգրանի; 15 сентября 1914, Баку — 24 апреля 1987, Ереван) — советский учёный, доктор технических наук (1955), профессор (1958), член-корреспондент АН Армянской ССР (1963), заслуженный деятель науки Армянской ССР (1970), действительный член АН Армянской ССР (1982).

## Биография
В 1940 году окончил Азербайджанский индустриальный институт. В 1956—1959 гг. — заведующий лаборатории электротехники, в 1959—1961 гг. — директор Института электротехники, в 1961—1963 директор Института энергетики АН Армянской ССР, в 1963—1978 гг. — директор Армянского НИИ Энергетики Министерства энергетики СССР. В 1977—1985 академик-секретарь отделения физико-технических наук и механики, член президиума АН Армянской ССР. В 1978—1982 гг. — заведующий кафедрой электрических станций, систем и сетей Ереванского политехнического института имени К. Маркса. В 1982—1984 гг. — научный секретарь президиума АН Армянской ССР.

### Награды
- орден «Знак Почёта».

## Научная деятельность
Разработал методы расчёта установившихся, оптимальных и несимметричных режимов электрической системы, а также провел исследования в области устойчивости электрических систем и аппаратов в электрических схемах при многоразовых отключениях и автоматических выключениях под нагрузкой. Под его руководством были проведены исследования в области развития межсистемных электропередач, статической и динамической стабильности объединённых энергосистем включения линий электропередач в Армянской, Закавказской и других энергосистемах.

## Публикации
- Адонц Г. Т., Прутюнян А. А. Методы расчёта и способы снижения расхода энергии в электрических сетях энергосистем. Ереван : Луйс, 1986. — 183 с. : ил.[3]